# Zych ze Zgorzelic
Zych ze Zgorzelic – fikcyjna postać z powieści Krzyżacy Henryka Sienkiewicza (1887–1900); rycerz.

## Życiorys
Był ojcem Jagienki, sąsiadem Maćka i Zbyszka. Po śmierci żony samotnie wychowywał liczną gromadkę dzieci, opiekę nad gospodarstwem powierzył córce.
Rzadko przebywał w Zgorzelicach, pozostawiając Jagienkę pod opieką ojca chrzestnego – opata Jaśka z Tulczy. Wraz z nim pragnął, by dziewczyna wyszła za Zbyszka z Bogdańca. Posiadał dużą posiadłość – Moczydoły (które zostawił w spadku Jagience) i Zgorzelice.
Zginął z rąk Krzyżaków w czasie napadu na dwór księcia oświęcimskiego, u którego przebywał w gościnie.

## Charakterystyka
Zych „słynął istotnie z dobroci i uczynności”. Był zawsze wesoły.

## W adaptacji filmowej
W filmie w reżyserii Aleksandra Forda (1960) rolę Zycha ze Zgorzelic zagrał Stanisław Winczewski.

## Recepcja
Walery Gostomski, opisując w książce Z przeszłości i z teraźniejszości: studia i szkice krytyczno-literackie, że „Sienkiewicz nakreślił mnóstwo wybornych postaci humorystycznych” jako pierwszy przykład wymienił Jana Zagłobę, po czym jako drugiego scharakteryzował Zycha:

[...] to przecież i dobroduszny, jowialny, śmiejący się wciąż, a śpiewający Zych ze Zgorzelic nie powstydziłby się tej wesołej kompanii i ani przy kuflu, ani w ochocie nikomu zapewne nie dałby się uprzedzić. Zych bardziej jeszcze, aniżeli Maćko, utrzymuje się na optymistycznej powierzchni życia, ślizga się tylko po grzbietach fal życiowych, nie troszcząc się wcale o to, co się pod niemi ukrywa, aż nagle wpada do głębi i ginie w niej bez śladu z tą samą nieświadomością, z jaką żył i używał życia.